# Saint-Loup-de-Buffigny
Pour les articles homonymes, voir Saint-Loup.
Saint-Loup-de-Buffigny est une commune française, située dans le département de l'Aube en région Grand Est.

## Géographie
|                    | Gélannes               | Saint-Martin-de-Bossenay |
| Ferreux-Quincey    | Saint-Loup-de-Buffigny | La Fosse-Corduan         |
| Avant-lès-Marcilly |                        | Rigny-la-Nonneuse        |

Installé en Champagne crayeuse et sur la rive droite de l'Ardusson, Saint-Loup-de-Buffigny est située à huit kilomètres au sud-ouest de Romilly-sur-Seine.

### Hydrographie

#### Réseau hydrographique
La commune est dans la région hydrographique « la Seine de sa source au confluent de l'Oise (exclu) » au sein du bassin Seine-Normandie. Elle est drainée par l'Ardusson,.
L'Ardusson, d'une longueur de 28 km, prend sa source dans la commune de Saint-Flavy et se jette  dans la Seine à Nogent-sur-Seine, après avoir traversé neuf communes.

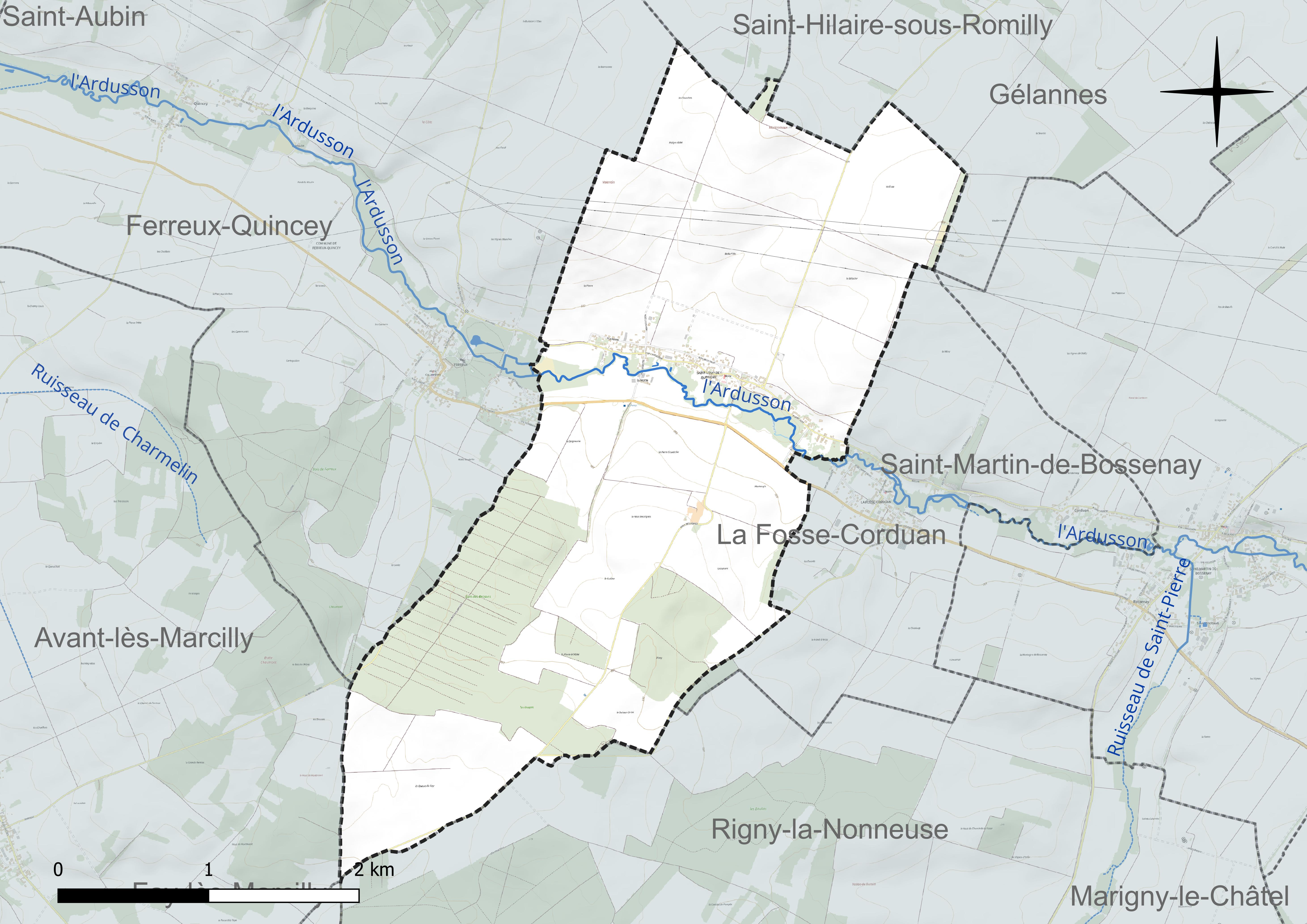
Réseau hydrographique de Saint-Loup-de-Buffigny.

#### Gestion et qualité des eaux
Le territoire communal est couvert par le schéma d'aménagement et de gestion des eaux (SAGE) « Bassée Voulzie ». Ce document de planification concerne le territoire du bassin versant de l'Armançon qui s’étend sur 1 710 km2 et se répartit sur trois départements (l'Aube, l'Yonne et la Marne). Le périmètre a été arrêté le 2 septembre 2016, le diagnostic a été validé le 29 novembre 2022. La structure porteuse de l'élaboration et de la mise en œuvre est le Syndicat mixte ouvert de l’eau potable, de l’assainissement collectif, de l’assainissement non collectif, des milieux aquatiques et de la démoustication (SDDEA), dont le siège est à Troyes.
La qualité des cours d’eau peut être consultée sur un site dédié géré par les agences de l’eau et l’Agence française pour la biodiversité.

### Climat
Pour des articles plus généraux, voir Climat du Grand Est et Climat de l'Aube.
En 2010, le climat de la commune est de type climat océanique dégradé des plaines du Centre et du Nord, selon une étude du Centre national de la recherche scientifique s'appuyant sur une série de données couvrant la période 1971-2000. En 2020, Météo-France publie une typologie des climats de la France métropolitaine dans laquelle la commune est exposée à un climat océanique altéré et est dans la région climatique Nord-est du bassin Parisien, caractérisée par un ensoleillement médiocre, une pluviométrie moyenne régulièrement répartie au cours de l’année et un hiver froid (3 °C).
Pour la période 1971-2000, la température annuelle moyenne est de 10,5 °C, avec une amplitude thermique annuelle de 15,7 °C. Le cumul annuel moyen de précipitations est de 720 mm, avec 11,4 jours de précipitations en janvier et 7,7 jours en juillet. Pour la période 1991-2020, la température moyenne annuelle observée sur la station météorologique de Météo-France la plus proche, « Romilly », sur la commune de Romilly-sur-Seine à 10 km à vol d'oiseau, est de 11,2 °C et le cumul annuel moyen de précipitations est de 619,5 mm. 
La température maximale relevée sur cette station est de 42,3 °C, atteinte le 25 juillet 2019 ; la température minimale est de −25,2 °C, atteinte le 6 janvier 1971,,.
Les paramètres climatiques de la commune ont été estimés pour le milieu du siècle (2041-2070) selon différents scénarios d'émission de gaz à effet de serre à partir des nouvelles projections climatiques de référence DRIAS-2020. Ils sont consultables sur un site dédié publié par Météo-France en novembre 2022.

## Urbanisme

### Typologie
Au 1er janvier 2024, Saint-Loup-de-Buffigny est catégorisée commune rurale à habitat dispersé, selon la nouvelle grille communale de densité à 7 niveaux définie par l'Insee en 2022.
Elle est située hors unité urbaine. Par ailleurs la commune fait partie de l'aire d'attraction de Romilly-sur-Seine, dont elle est une commune de la couronne,. Cette aire, qui regroupe 26 communes, est catégorisée dans les aires de moins de 50 000 habitants,.

### Occupation des sols
L'occupation des sols de la commune, telle qu'elle ressort de la base de données européenne d’occupation biophysique des sols Corine Land Cover (CLC), est marquée par l'importance des territoires agricoles (74,6 % en 2018), en augmentation par rapport à 1990 (73 %). La répartition détaillée en 2018 est la suivante : 
terres arables (74,6 %), forêts (22,8 %), zones urbanisées (2,6 %). L'évolution de l’occupation des sols de la commune et de ses infrastructures peut être observée sur les différentes représentations cartographiques du territoire : la carte de Cassini (XVIIIe siècle), la carte d'état-major (1820-1866) et les cartes ou photos aériennes de l'IGN pour la période actuelle (1950 à aujourd'hui).

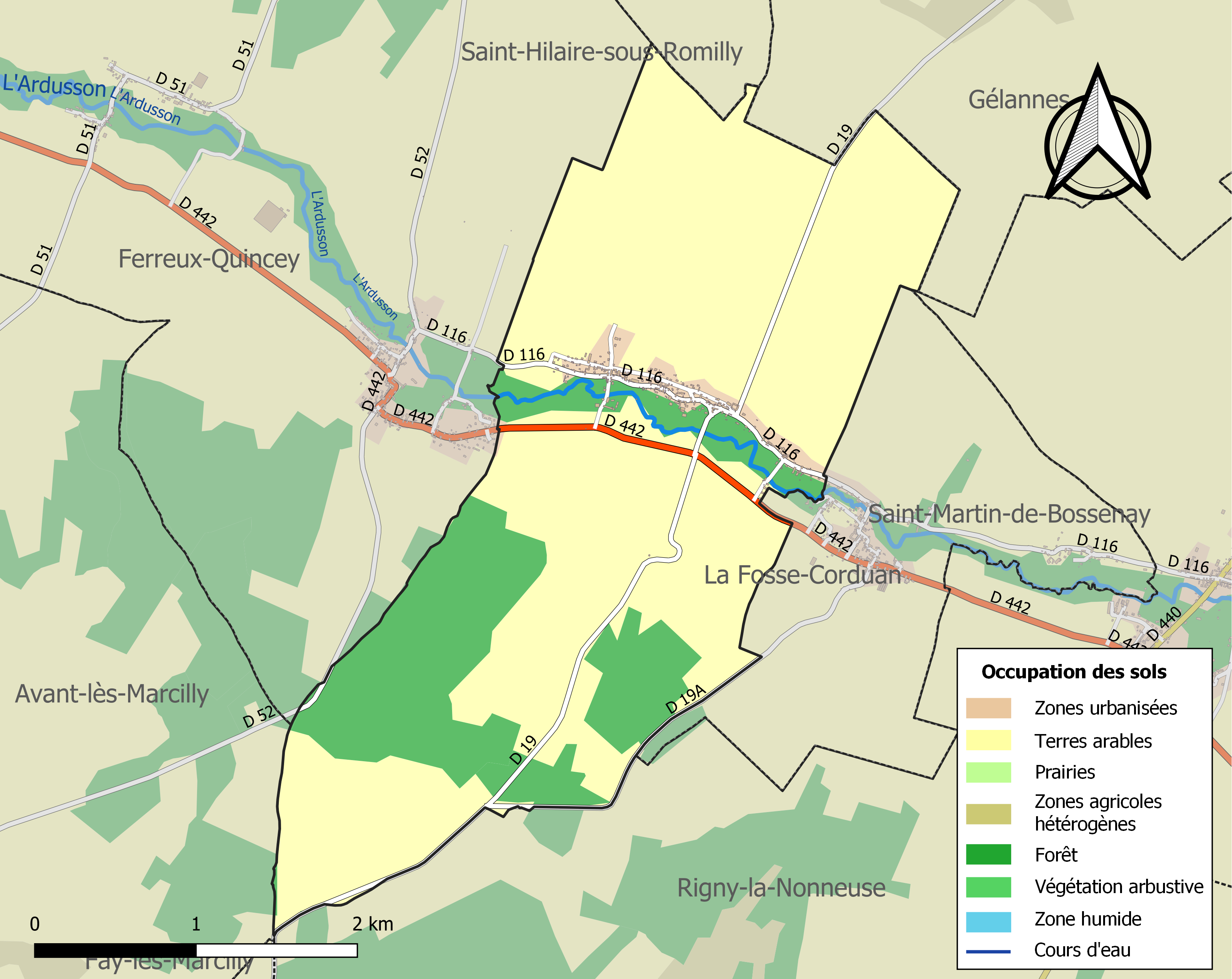
Carte des infrastructures et de l'occupation des sols de la commune en 2018 (CLC).

## Histoire
Le territoire de la commune fut occupé dès le Néolithique comme l'attestent la présence d'un menhir encore visible et la découverte d'un polissoir désormais conservé au musée de Troyes. Un dolmen, un cromlech et un deuxième polissoir ont aussi été signalés antérieurement mais sont désormais disparus.
Buffigny, un nom issu des patronymes Buvinus ou Boffo.
Parmi les noms anciens pertinents : « Sanctus Lupus de Riviera Arducei » (1145), « Sanctus Lupus juxta Ferreus » (1239), « Saint-Loup de Buffigny » (1295), « Saint-Loup de la Fosse Gelane  » (1575), et « Bussigny » (XVIIe siècle). Le village, au fil des siècles a donc été nommé : Saint-Loup de la Rivière Ardusson, Saint-Loup près de Ferreux, et Saint-Loup de la Fosse Gelane. À l'époque de la Révolution le village se nomme : Buffigny-sur-Ardusson.
De très beaux vestiges, en partie déposés au musée de Troyes, indiquent d'anciens peuplements successifs de l'âge du bronze à la période gallo-romaine.
Ancien fief de la famille de Bélot.
Au cours de la Révolution française, la commune porta provisoirement le nom de Buffigny.

## Politique et administration
| Période                                  | Période  | Identité                                        | Étiquette | Qualité       |
| ---------------------------------------- | -------- | ----------------------------------------------- | --------- | ------------- |
| mars 2001                                | 2014     | Jeanine Thomas                                  |           |               |
| mars 2014                                | En cours | Alain Schatteman Réélu pour le mandat 2020-2026 | DVG       | Fonctionnaire |
| Les données manquantes sont à compléter. |          |                                                 |           |               |

## Démographie
L'évolution du nombre d'habitants est connue à travers les recensements de la population effectués dans la commune depuis 1793. Pour les communes de moins de 10 000 habitants, une enquête de recensement portant sur toute la population est réalisée tous les cinq ans, les populations de référence des années intermédiaires étant quant à elles estimées par interpolation ou extrapolation. Pour la commune, le premier recensement exhaustif entrant dans le cadre du nouveau dispositif a été réalisé en 2007.

En 2022, la commune comptait 213 habitants, en évolution de −0,47 % par rapport à 2016 (Aube : +0,7 %, France hors Mayotte : +2,11 %).
| 1793 | 1800 | 1806 | 1821 | 1831 | 1836 | 1841 | 1846 | 1851 |
| ---- | ---- | ---- | ---- | ---- | ---- | ---- | ---- | ---- |
| 220  | 269  | 268  | 250  | 279  | 294  | 291  | 276  | 265  |

| 1856 | 1861 | 1866 | 1872 | 1876 | 1881 | 1886 | 1891 | 1896 |
| ---- | ---- | ---- | ---- | ---- | ---- | ---- | ---- | ---- |
| 244  | 263  | 248  | 245  | 230  | 228  | 231  | 206  | 213  |

| 1901 | 1906 | 1911 | 1921 | 1926 | 1931 | 1936 | 1946 | 1954 |
| ---- | ---- | ---- | ---- | ---- | ---- | ---- | ---- | ---- |
| 207  | 193  | 182  | 149  | 156  | 148  | 154  | 153  | 119  |

| 1962 | 1968 | 1975 | 1982 | 1990 | 1999 | 2006 | 2007 | 2012 |
| ---- | ---- | ---- | ---- | ---- | ---- | ---- | ---- | ---- |
| 150  | 137  | 141  | 154  | 161  | 164  | 176  | 178  | 213  |

| 2017 | 2022 | - | - | - | - | - | - | - |
| ---- | ---- | - | - | - | - | - | - | - |
| 210  | 213  | - | - | - | - | - | - | - |

## Lieux et monuments

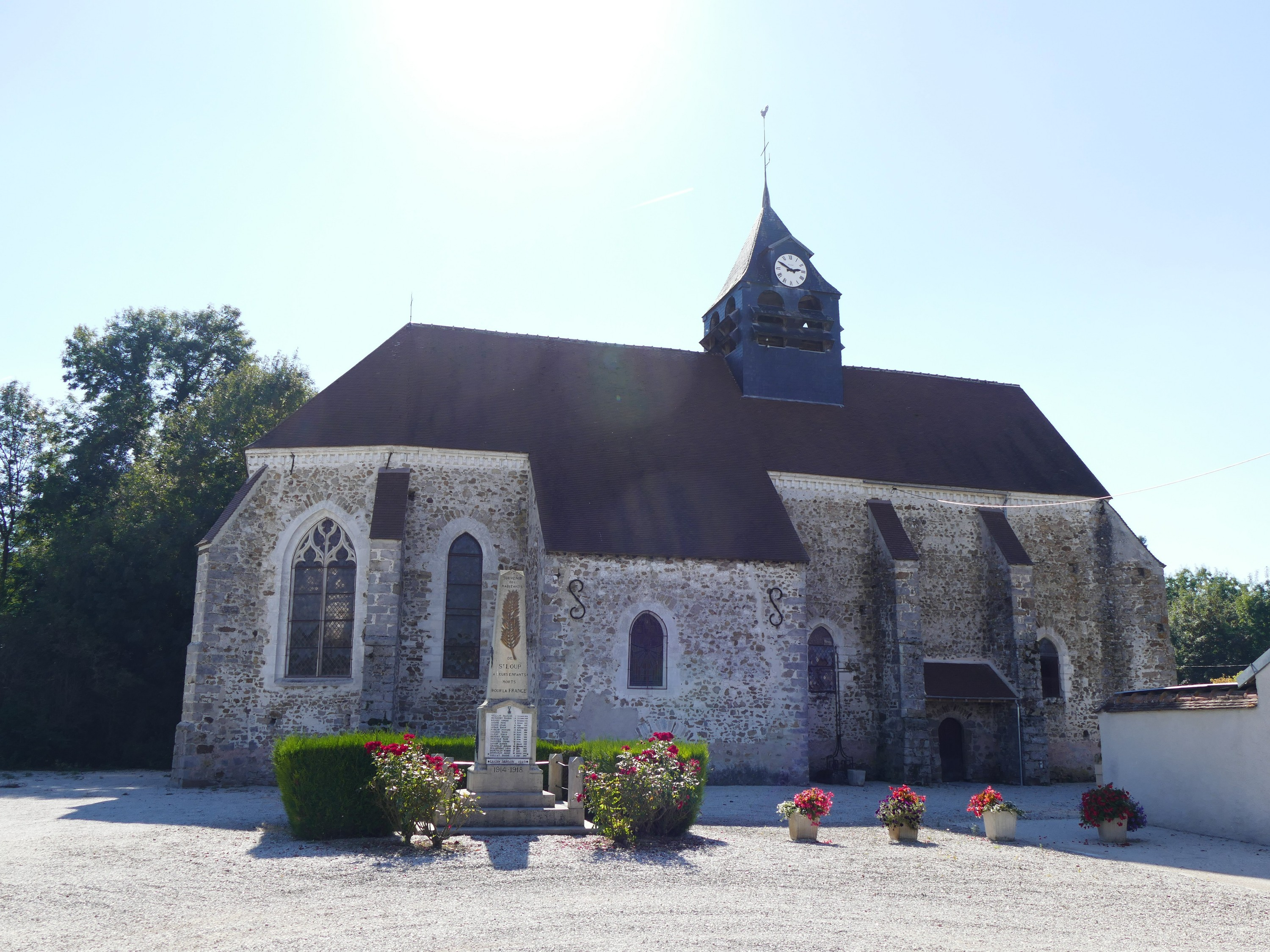
L'église Saint-Loup-de-Troyes.

- Pierre à l'Abbé : menhir inscrit au titre des monuments historiques en 1993[24].
- Au centre du village, l'église Saint-Loup-de-Troyes, un bel édifice du XIIe siècle avec son abside à cinq pans.